# 奥斯托芬
奥斯托芬（法語：Osthoffen，法語發音：[ɔstofən] ⓘ）是法国下莱茵省的一个市镇，属于斯特拉斯堡区。

## 地理
奥斯托芬（48°35'10"N, 7°33'19"E）面积5.11 平方千米，位于法国大東部大區下莱茵省，该省份为法国大陆部分最东部的省份，是阿尔萨斯的一部分，今与上莱茵省组成了阿尔萨斯欧洲集体，其南至上莱茵省，西南接孚日省和默尔特-摩泽尔省，西接摩泽尔省，北与德国接壤。
与奥斯托芬接壤的市镇（或旧市镇、城区）包括：菲尔德奈姆、埃尔热尔桑、布勒斯克维凯尔桑、达勒奈姆、埃尔诺尔桑布吕克、昂德斯许安、伊特奈姆。
奥斯托芬的时区为UTC+01:00、UTC+02:00（夏令时）。

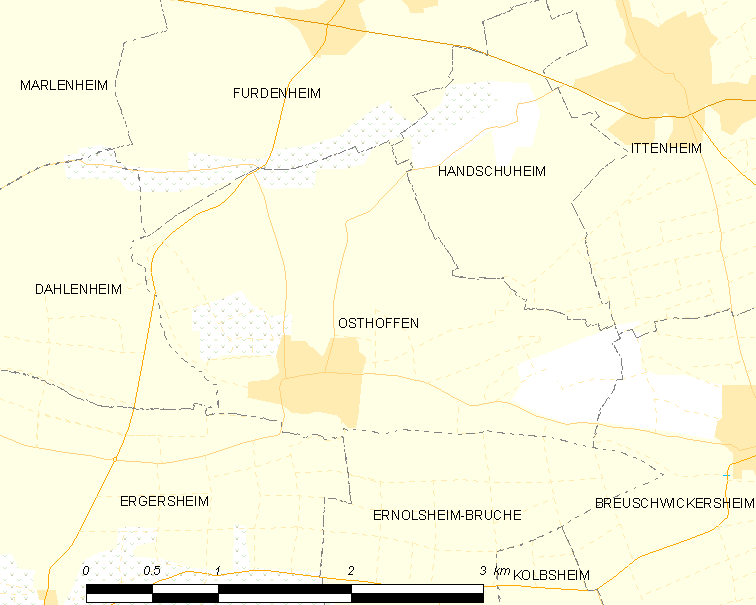
奥斯托芬的OSM定位图

## 行政
奥斯托芬的邮政编码为67990，INSEE市镇编码为67363。

## 政治
奥斯托芬所属的省级选区为林戈尔赛姆县。

## 人口

1962-2008年间奥斯托芬人口变化图示

奥斯托芬于2022年1月1日时的人口数量为809人。